# Coert Lambertus van Beyma

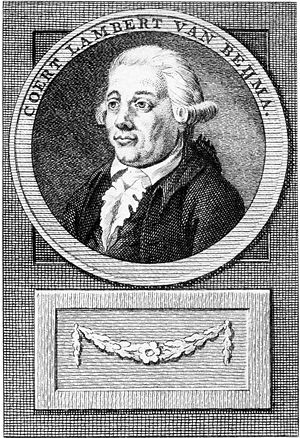
Coert Lambertus van Beyma, gravure

Coert of Court Lambertus van Beyma (Harlingen, 5 februari 1753 - Dronrijp, 7 september 1820), zoon van Julius Matthijs van Beyma en Fokel Helena van Burmania, was grietenijsecretaris, notaris en veilingmeester, afgevaardigde en gedeputeerde in de Friese Staten, voorman van de Friese patriotten, leider van een coup en balling in Noord-Frankrijk. Van Beyma werd in 1796 gekozen in de Eerste Nationale Vergadering. In 1817 werd hij lid van de Provinciale Staten van Friesland.

## Biografie
Van Beyma was een lid van de familie Van Beyma; hij was een zoon van de secretaris bij de Friese Admiraliteit in Harlingen, zijn moeder stamde uit een Fries adellijk geslacht. Als student rechten hield Van Beyma in 1769 een toespraak bij het bezoek van stadhouder Willem V aan Franeker. Hij vervolgde zijn studie in 1774 in Leiden. Court Lambertus werd volmacht naar de Friese Staten in 1776. In 1780 werd hij tot zijn frustratie geen grietman, maar secretaris van West-Dongeradeel. In die functie correspondeerde hij met Joan van der Capellen tot den Pol. Samen beraadden ze petities een provinciaal leger te organiseren, over te gaan tot erkenning van de Verenigde Staten en de macht van de stadhouder bij benoemingen te beperken. In februari 1782 werd door Van Beyma in de Friese Staten een poging gedaan het nooit uitgevoerde artikel VIII van de Unie van Utrecht, dat voorzag in een algemene volksbewapening, te effectueren. Egbert Sjuck Gerrold Juckema van Burmania Rengers behoorde aanvankelijk tot de acht staatsgezinde regenten in Friesland, die Van Beyma in 1782 steunden in zijn poging een provinciale militie op te richten. "Oostergo en Zevenwouden steunden hem, maar Westergo en de elf steden stemden tegen." Toen Van Beyma in 1783 een succesvol bondgenootschap tussen acht steden tot stand had gebracht, wonnen de patriotten in de Friese steden aan invloed en macht. Door het opstellen van een rooster werd het mogelijk belangrijke posten binnen de Provinciale Staten op democratische wijze te laten rouleren; Harlingen, Workum en Stavoren protesteerden. 

In augustus 1783 kwam de vrede met Engeland ter sprake. Van Beyma eiste een volksraadpleging voordat de Staten een beslissing zouden nemen. Hij kreeg daarvoor geen steun, omdat een dergelijke inmenging van het 'het volk' in het beleid van de Staten een gevaarlijk precedent zou scheppen.

Een provinciaal leger dat enkele maanden na de Keteloorlog en het vertrek van de hertog van Brunswijk in januari 1785 werd geformeerd, riep heftig verzet op bij de aristocraten. De meeste aristocraten waren republikeins, hadden niet veel op met democratisering en haakten af. 

Van Beyma van zijn kant was vastbesloten niet alleen de macht van de stadhouder, maar ook die van de grietmannen aan banden te leggen en de rechten van de gewone burger te vergroten. Hij stelde zich daadwerkelijk 'aan het hoofd der gewapende natie'. De genootschappen kregen nu ook meer een politiek karakter.

 Van Beyma was van mening dat de ideale aristo-democratie verworden was tot een oligarchie. De Friese Staten raakten steeds meer verdeeld, toen de stadhouderlijke familie in september 1785 Den Haag had verlaten en de gewesten afreisde om steun te zoeken. In Leeuwarden is op 15 oktober een nieuw regeringsreglement gepresenteerd, dat pas op 1 juni 1787 in werking zou treden, met strengere eisen aan nieuwe vroedschapsleden.
Bij de verkiezingen van een nieuwe grietman in Franekeradeel haalde Van Beyma drie keer zoveel stemmen als de tegenkandidaat Johannes Casparus Bergsma. Ook Petrus Camper steunde hem. Toch verloor hij, naar verluidt omdat de stadhouder de voorkeur gaf aan Bergsma. Rengers werd tegenstander van Van Beyma, die in november 1785 - misschien vanwege de felle strijd om de stemmen - zijn krediet had verloren.

### Utrecht

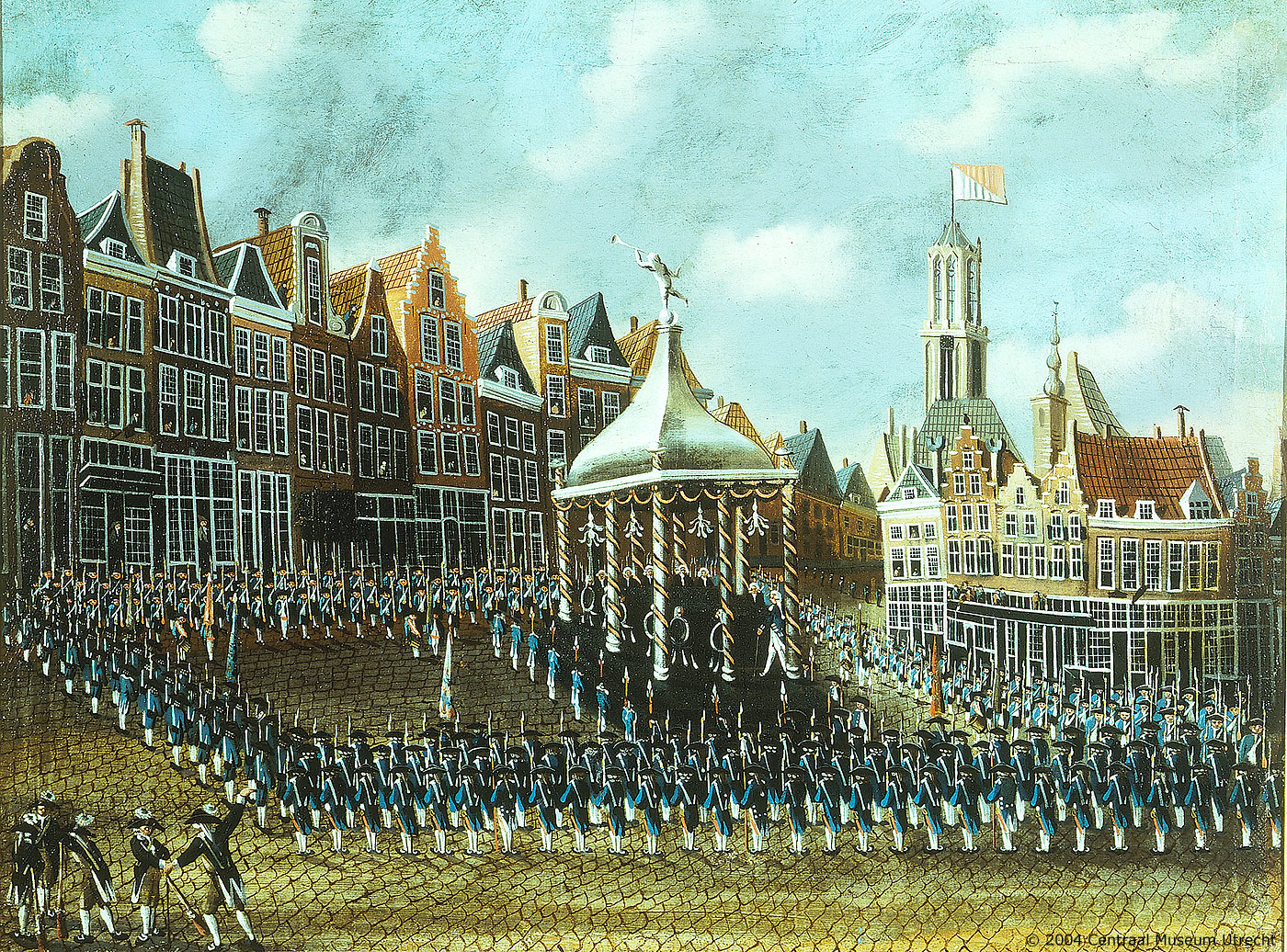
Patriotten op de Neude in 1786

Begin augustus 1786 bezocht Van Beyma met J. Roorda, A.C.J. de Beere, Cornelis van den Burg en J.L. Huber, de landelijke bijeenkomst van vrijcorpsen en exercitiegenootschappen in Utrecht, zogenaamd alleen om te hooren en te zien. De Utrechtse patriotten maakten handig gebruik van het bezoek van ruim 13.000 vrijcorporisten en zoveel kopstukken aan de stad. Niet alleen H.W. Daendels, een jonge jurist uit Hattem, maar ook Gerrit Paape, de journalist uit Delft, Pieter Vreede, een textielfabrikant uit Leiden en John Adams, toen nog gezant in de republiek, waren aanwezig. Op woensdagochtend 2 augustus 1786 werden ten overstaan van de verzamelde exercitiegenootschappen zestien "democratisch" gekozen patriotten in de Utrechtse vroedschap beëdigd. Van Beyma vertrok de volgende dag en gaf het voorzitterschap over aan Jacob van Manen, secretaris van het Utrechtse vrijcorps. Het is niet onmogelijk dat Van Beijma, die - blijkens advertenties in de Leeuwarder Courant uit die dagen - wekelijks openbare verkopingen leidde, niet langer bij de parades en feesten aanwezig kon zijn.
Op 25 september 1786 stemde Van Beyma tegen inperking van de vrijcorpsen, exercitiegenootschappen en vrijwillige schutterijen nadat Daendels in Hattem tevergeefs had geprobeerd het stadje tegen de stadhouderlijke troepen te verdedigen. Er dreigde een burgeroorlog en de bevolking raakte steeds meer verdeeld.

### Franeker

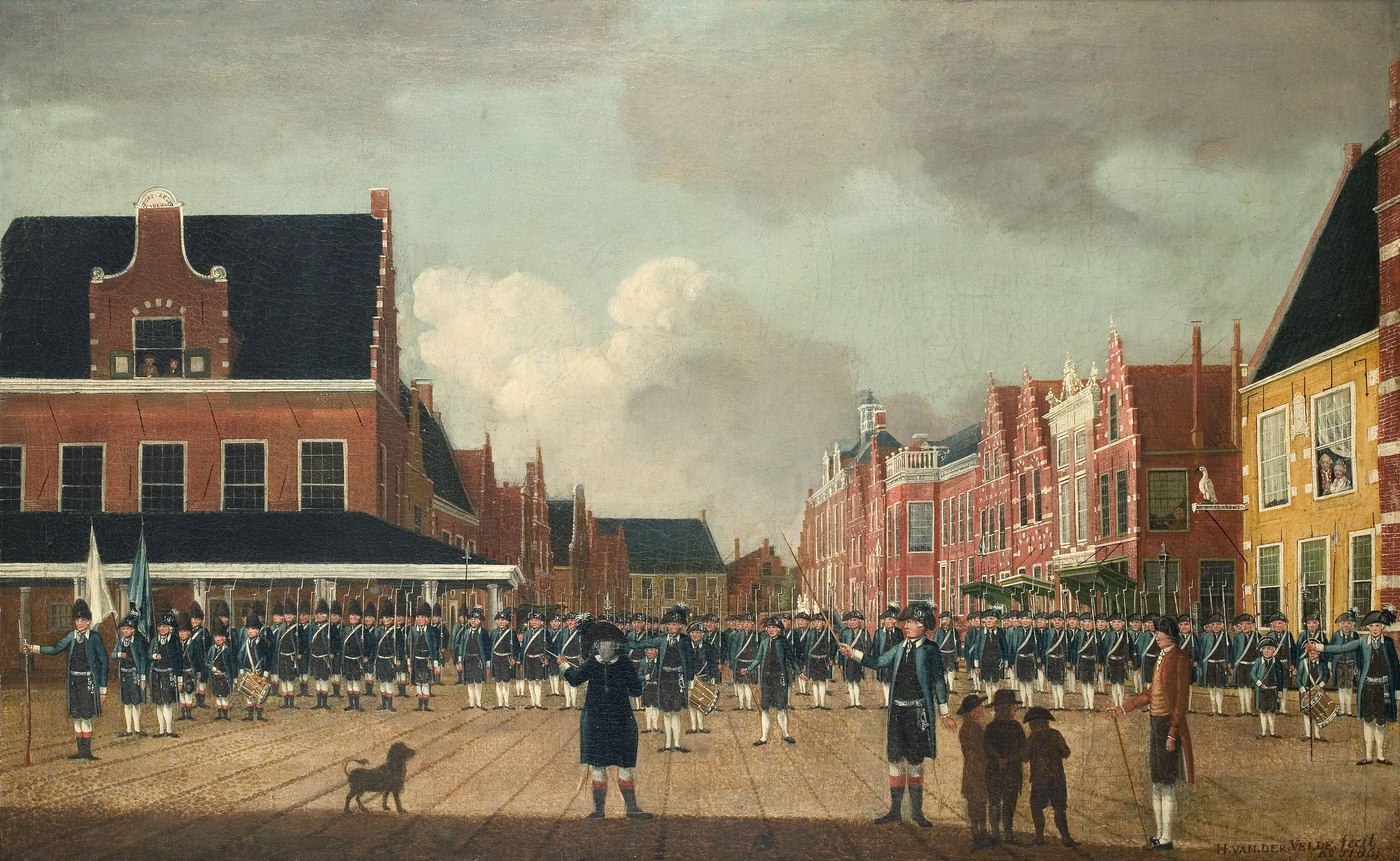
Het Exercitiegenootschap van Sneek (1786), verzameld op de Marktstraat, door Hermanus van de Velde. Fries Scheepvaart Museum, Sneek

Half augustus 1787 kwam het tot een politieke rel in de Friese Staten, nadat die verbood steun aan Holland te verlenen (het gewest Holland werd bedreigd met een bezetting door een Pruisisch leger, omdat het geen verontschuldigingen wilde aanbieden na de aanhouding van Wilhelmina van Pruisen). Met een tiental medestanders zetelde Van Beyma zich een week later in Franeker en beraamde een coup. Johan Valckenaer heeft tevergeefs getracht Van Beyma te weerhouden een alternatieve Provinciale Staten te Franeker te organiseren.
Franeker werd in staat van verdediging gebracht toen er een gerucht ging dat de cavalerie en infanterie uit Leeuwarden op komst was. Ondertussen organiseerde men de aanvoer van munitie via Makkum, dat op 1 september op initiatief van Van Beyma was bezet, nadat Harlingen had geweigerd verder mee te werken. De bezetting van Franeker was op 4 september 1787 uitgegroeid tot 1.500 man.
Op dezelfde dag verscheen een publicatie van de Staten van Friesland over het verstrekken van wapenen aan ingezetenen met betrekking tot de oorlogsdreiging door Pruisen. Daarin werden alle vrijcorpsen, exercitiegenootschappen en vrijwillige schutterijen verplicht hun wapens neer te leggen. Dat gebeurde niet in alle plaatsen, en zeker niet in Bolsward en Franeker; die stadjes werden juist in paraatheid gebracht. De bolwerken werden opgehoogd door een legertje vrijwilligers en de batterijen opnieuw uitgemeten.
Op 7 september liet Van Beyma een verklaring over het herstel van rechten van vrijheden, het Declaratoir, uitgaan naar zijn landgenoten, de Staten van Friesland, en de 30 grietenijen en de elf steden. Op 8 september kwamen hulptroepen van Jagers van Salm in Makkum aan.
Op zondag 9 september stelde de Pruisische gezant Friedrich Wilhelm von Thulemeyer een tweede ultimatum van vier dagen dat op 13 september zou aflopen. Vervolgens zouden Pruisische troepen het land binnenvallen en de orde herstellen. De Staten-Generaal der Nederlanden accepteerde hulp van Engeland, Frankrijk, Pruisen en zou zich niet verzetten als ook de Oostenrijkse keizer Jozef II zich met de oplossing van het conflict zou bemoeien.

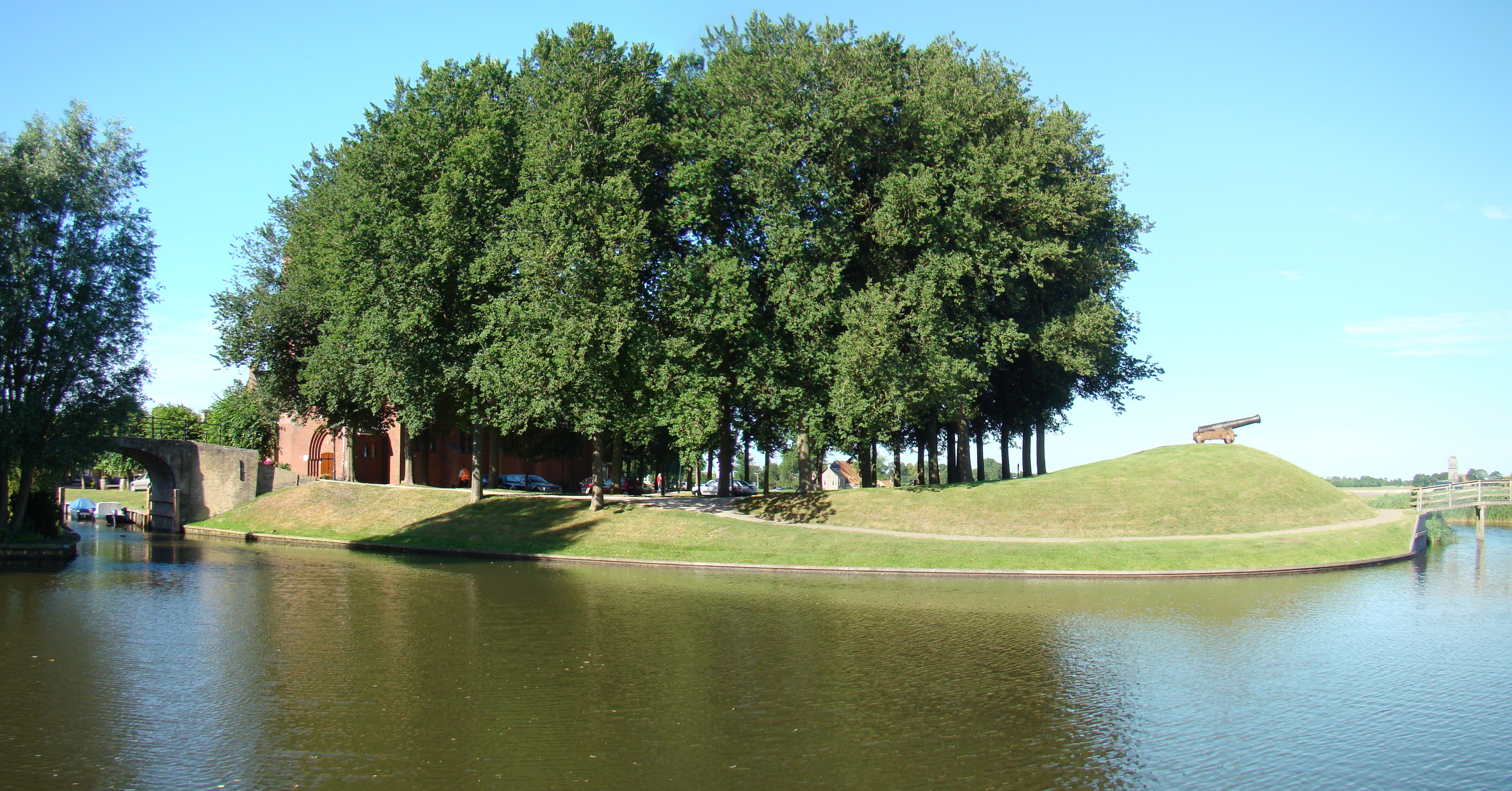
Sloten. Bolwerk met kanon

Een vliegend legertje vrijwilligers bezette op 10 september een aantal Friese steden, waaronder Bolsward en Workum, om de verdeelde vroedschappen onder druk te zetten de Pretense Staten te erkennen en geld binnen te krijgen. In Sneek lukte het P. Meinsma de belastingontvanger 17.000 gulden afhandig te maken en in Franeker af te leveren. Albertus Lycklama à Nijeholt vertrok op 10 september met een detachement vrij-corporisten uit Franeker, onder het commando van de zilversmid Bernardus Jelgerhuis, via Bolsward naar Lemmer, om te verhinderen dat de troepen van de Pruisische koning Frederik Willem II vanuit Wesel Friesland zouden binnenvallen. Op 13 september kwamen de manschappen daar aan. Albertus liet vervolgens in Sloten de bruggen ophalen, de stadspoorten en -bomen sluiten en de vroedschap bijeenkomen. Hij maakte zich meester van 11 kanonnen die hij meenam naar Lemmer.
Bij nadering van de Pruisische troepen raakte Van Beyma in paniek en dreigde op 18 september de dijken bij Lemmer door te steken. Toen op zondagmiddag 23 september 1787 - na de kerkdienst - duidelijk was dat er onvoldoende steun van de bevolking was, de financiële middelen beperkt waren en Frankrijk niet te hulp zou komen, werd de patriotten in Friesland aangeraden te vluchten. Van Beyma kreeg onderdak bij Huydecoper van Maarsseveen.
Als gevolg van de overhaaste aftocht lieten Van Beyma of zijn secretaris Van Altena belangrijke en belastende declaratoiren (pleidooi voor het herstel van rechten en vrijheden) in een kastje liggen, zodat het twee jaar later voor Justitie erg gemakkelijk was een grote groep patriotten uit Friesland te veroordelen: 19 uit Franeker, 12 uit Bolsward en twee uit Leeuwarden. Johan Valckenaer, de pedante ex-hoogleraar uit Franeker, en zijn reisgenoot tussen Amsterdam en Brussel, nam hem niet alleen de coup maar ook zijn onachtzaamheid zeer kwalijk.

### Sint Omaars

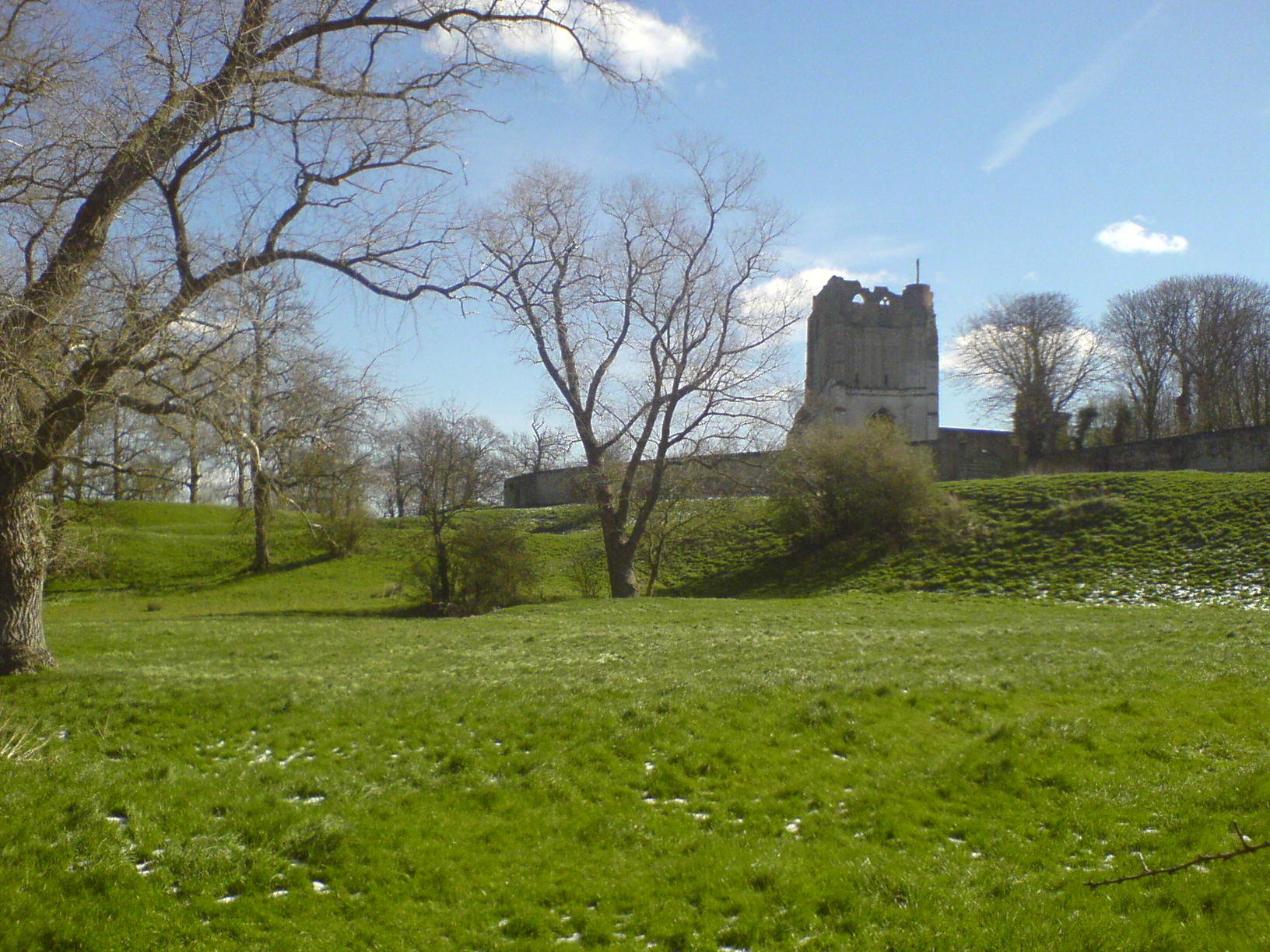
De ruïne van de Abdij van Waten waar een aantal vluchtelingen in een soort commune leefden.

Na een bezoek aan Parijs kreeg Van Beyma het beheer over de uitkeringen aan de patriotten in Noord-Frankrijk. Daarbij ontstond opnieuw ruzie met Valckenaer. Een verschil van inzicht tussen Valckenaer en Van Beyma omtrent de te voeren politiek, het opzetten van een werkgelegenheidsproject, een scheepswerf in Grevelingen, de zorgvuldigheid van de administratie en de hoogte van de uitkeringen deed een nog heftiger breuk ontstaan. Pieter Paulus bemiddelde tussen de ruziemakende oud-regenten, evenals Quint Ondaatje. Ook Daendels kreeg al snel ruzie met Van Beyma die hem voor de rechter daagde. De bannelingen waren verdeeld over de te volgen tactiek. Er ontstond een verdeling in Valckenaeristen en Beymanisten, die is uitgevochten in pamfletten. Jacobus van Haeften predikte eenheid onder de patriotten. De twist bereikte in 1791 een climax. Valckenaer kreeg van Van Beyma geen uitkering. Valckenaer wierf echter de steun van de aristocratische patriotse leden van het voormalige politieke establishment. In november 1792 steunde Johannes Conradus de Kock Van Beyma over de uitkeringen aan de vluchtelingen.

### De Bataafse Republiek

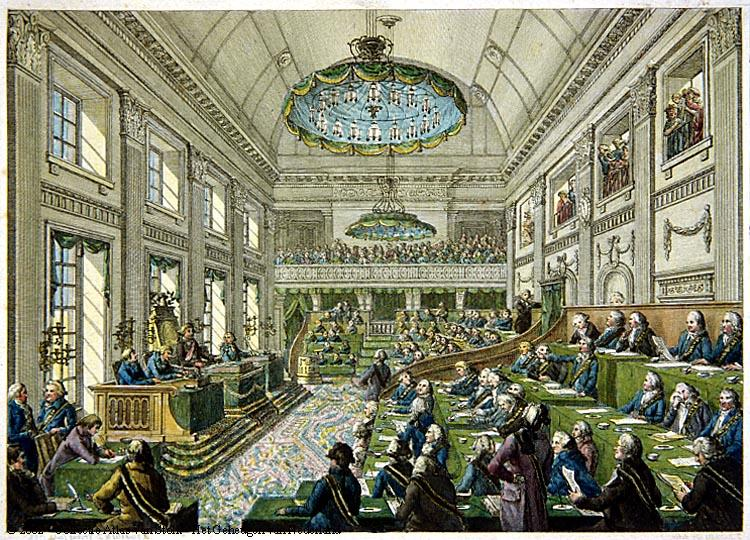
Eerste Nationale Vergadering

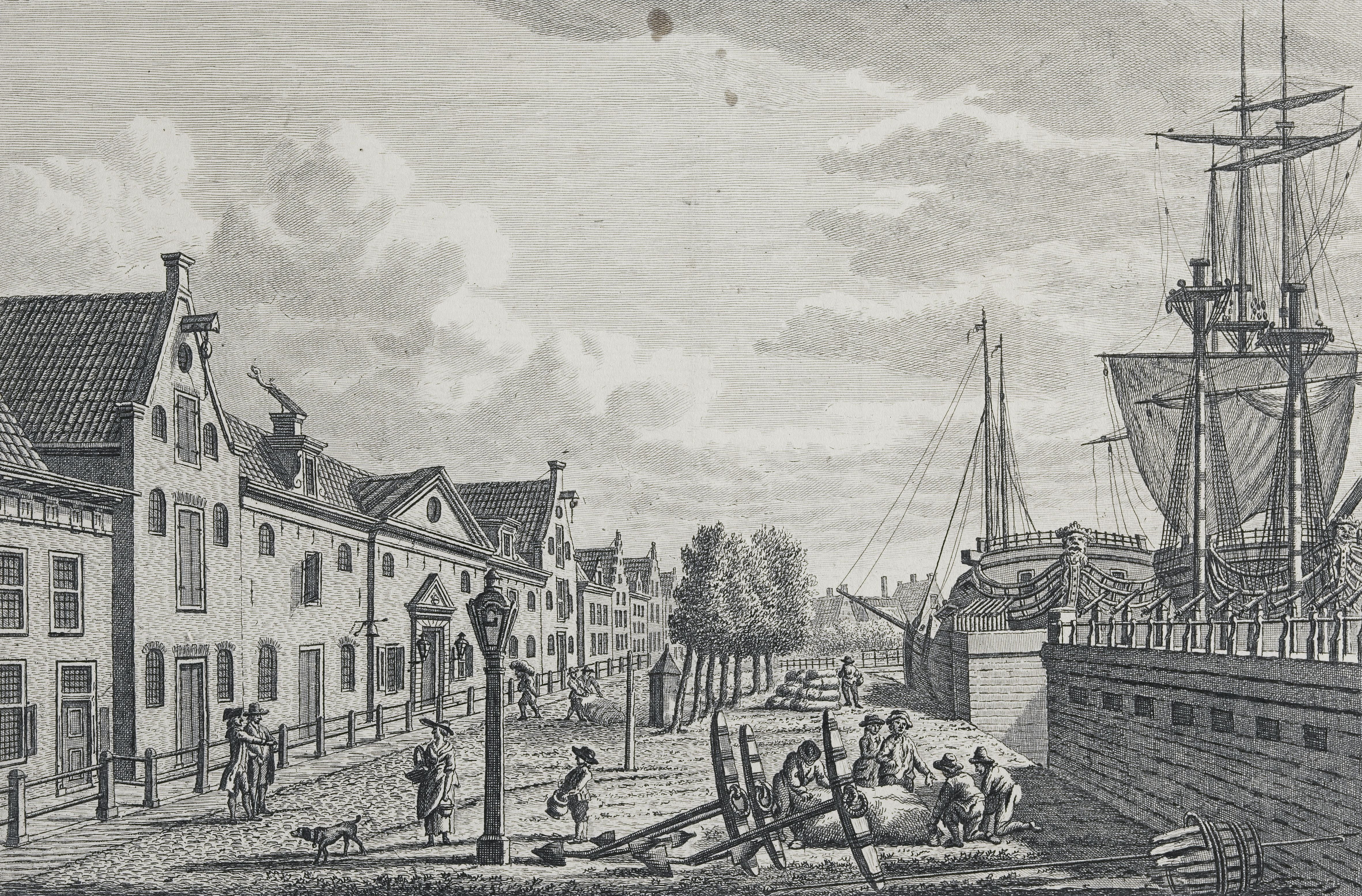
Het Admiraliteitsgebouw te Harlingen (1790)

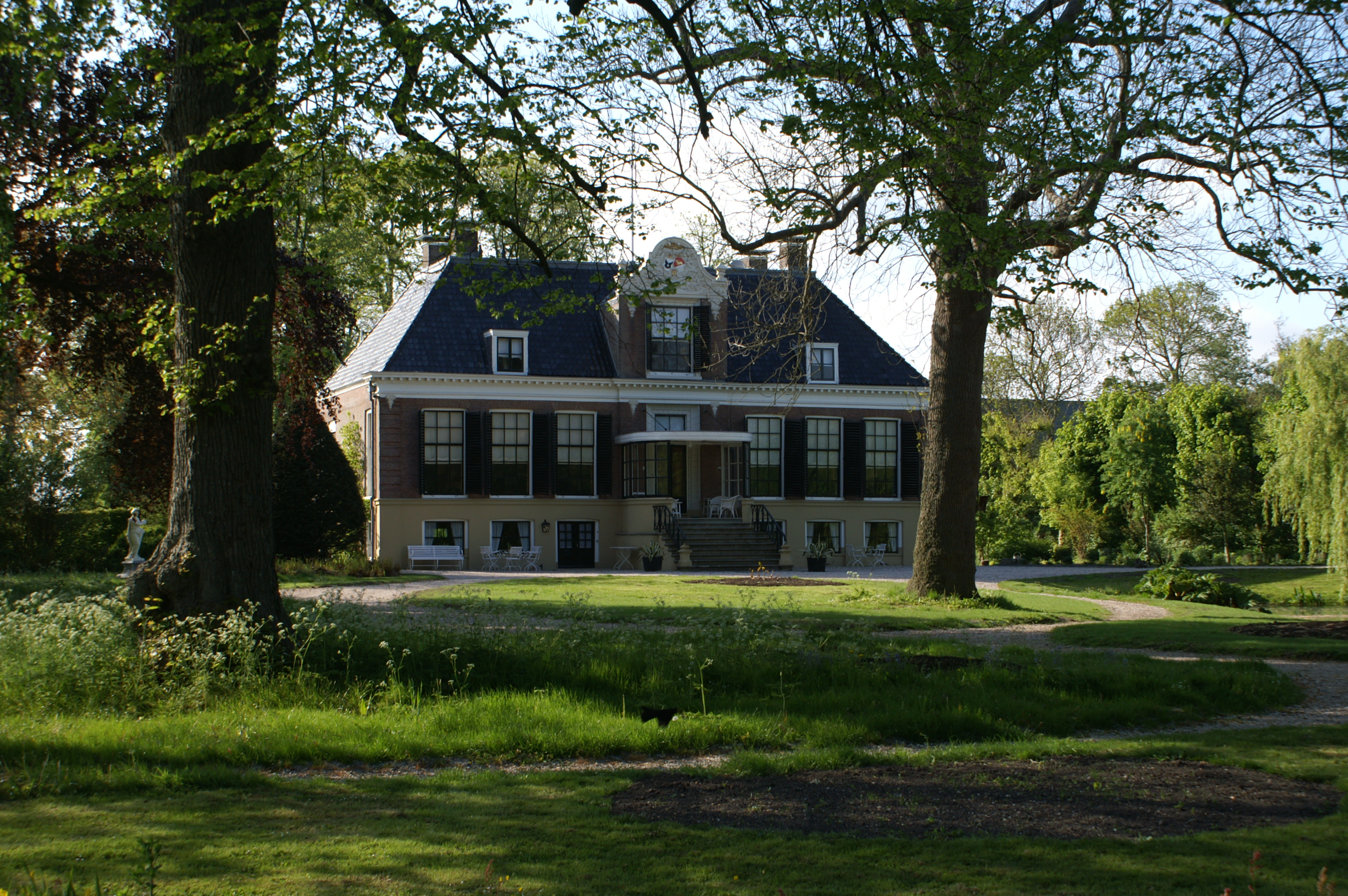
Huis Schatzenburg te Dronrijp waar Van Beyma zijn laatste dagen sleet.

In de zomer van 1795 verdween Van Beyma van het politieke toneel om pas in februari 1796 terug te keren bij de verkiezing van nationale representanten. Van Beyma won in vijf van elf districten maar bleek niet erg ingenomen met zijn nieuwe functie in Den Haag als secretaris van de Eerste Nationale Vergadering. Van Beyma was bijzonder geïnteresseerd in een ruime schadevergoeding en wraakzuchtig ten opzichte van zijn oude vijanden, de ex-regenten, en kreeg zelfs ruzie daarover met zijn broer Eduard Marius van Beyma.
De patriotten waren ondertussen verdeeld over de eenheidsstaat of instandhouding van de macht van de gewesten. Wat zou bij de verkiezing de doorslag moeten geven? De meerderheid van de gewesten of de meerderheid van de stemmen? De federalisten waren vooral bang dat Holland en Amsterdam te veel invloed zouden uitoefenen en waren voorstanders van gewestelijke autonomie. Zij waren conservatief en al blij met het vertrek van de stadhouder; zij wilden verder geen hervormingen. De unitariërs daarentegen waren radicaal; de gewesten moesten worden vervangen door departementen en er moest een krachtig, democratisch en centraal bestuur komen voor de Bataafse Republiek. De moderaten van Schimmelpenninck namen een tussenpositie in; ze wilden ook een centrale staat, net als de unitariërs, maar zagen niets in een verregaande verruiming van de kieswet.
Op 11 maart 1797 kregen de federalisten nog hun zin; de stemming over de ontwerp-grondwet op 1 en 2 augustus zou in de gewesten plaatsvinden. De unitarissen waren ontevreden. Op 2 december besloot de Nationale Vergadering alsnog tot de invoering van de omstreden belasting ten behoeve van de wederopbouw van de vloot. Van Beyma was ontevreden.
Op de vooravond, tijdens een diner in Den Haag, waarbij de belangrijkste unitariërs aanwezig waren werd de putsch besproken. Charles Delacroix was op de hoogte; Paul Barras vroeg een miljoen gulden smeergeld voor zijn medewerking. Samuel Iperusz. Wiselius, Quint Ondaatje, Wijbo Fijnje, Theodorus van Kooten en Pieter Vreede waren op de hoogte gebracht en logeerden in het voormalige VOC-onderkomen (?), het Logement van Haarlem. In de nacht liet de voorzitter van de Vergadering Johannes Henricus Midderigh, in overleg met de generaals Joubert, Dumonceau en Daendels, belangrijke posten bezetten. In de ochtend werden de zeven leden van het comité voor buitenlandse zaken gevangengenomen, waaronder Jan Bernd Bicker. De overige leden werden ter vergadering opgeroepen. Elf van hen, die weigerden de verklaring tegen het stadhouderschap, aristocratie, federalisme en anarchie, te ondertekenen, werd bevolen te vertrekken. Twintig moderaten werden van hun lidmaatschap vervallen verklaard en op 4 februari in Huis ten Bosch gevangengezet, waar de gevangenen, zoals Court Lambertus van Beyma, in de tuin konden wandelen, maar niemand mochten spreken. In totaal zijn 33 man door het Uitvoerend Bewind afgezet.
Van Beyma werd op 22 augustus 1798 vrijgelaten. Hij kreeg een functie als advocaat-fiscaal bij de vroegere Admiraliteit van Friesland in Harlingen, en was daar werkzaam tot 1806.